# شیلوه، منطقه هریس، جورجیا
شیلوه، منطقه هریس، جورجیا (به انگلیسی: Shiloh, Harris County, Georgia) یک شهر در ایالات متحده آمریکا با جمعیت ۴۲۳ نفر است که در جورجیا واقع شده‌است.

## موقعیت جغرافیایی
موقعیت جغرافیایی شهرها و مناطق اطراف به شرح زیر است: